# إلا أنا 2 (مسلسل)
إلا أنا تستند هذه الدراما إلى قصص مستوحاة من الواقع، حيث تُقدَّم كل قصة في عشر حلقات تتناول قضايا مجتمعية عامة، مع التركيز بشكل خاص على قضايا المرأة، من خلال أحداث حقيقية وواقعية.

## الحكايات

### الحكاية الاولي
(حكاية بيت عز)

#### البطولة
| - سهر الصايغ: (عاليا) - رشدي الشامي: (عارف والد عاليا) - سلوى محمد علي: (سنية خالة عاليا) - تامر نبيل: (عماد) - أحمد الشامي: (وائل) - عصام السقا: (هيثم) | - هاجر الشرنوبي: (شهد) - مصطفى منصور: (معتصم) - رانيا الخواجة - طارق والي: (د/عبد الفتاح) - عيد أبو الحمد - أحمد أبو تريكة | - رؤوف الديب - يوسف شعبان - علاء الشيخ - سناء فؤاد - محمد الصاوي: (زكريا) - صفاء الطوخي: (نجوى أم عاليا) |

### الحكاية الثانية
(حكاية بالورقة والقلم)

#### البطولة
| - يسرا اللوزي: (ليلى) - علي الطيب: (هشام) - نور محمود: (يوسف) - حسام الجندي: (رامي) - صلاح الدالي: (باهر) - محمد درويش: (حمادة) | - ريهام الشنواني: (نهى) - عبد الله اشرف: (سامر) - ياسر الرفاعي: (فتحي) - ياسمين سمير: (هبة) - لبنى عزت: (هايدي) - لاشينة لاشين: (سحر أم ليلى) | - لبنى ونس: (أم هشام) - ريما مصطفي: (فريدة) - سلفيا مطر - محمود الشرقاوي: (معتز) - منة عزام: (رنا) - فاطمة محمد علي: (عطيات أم يوسف) | - عماد رشاد: (نبيل والد ليلى) - محمد شلش: (والد هشام) - دنيا ادهم: (أسماء) - رشاد رشدي |

### الحكاية الثالثة
(حكاية بدون ضمان)

#### البطولة
| - هنادي مهنا: (مريم) - هاجر أحمد: (علا) - إسلام جمال: (شريف) - أحمد كشك: (عصام) - كيرا الصباح: (ولاء) | - سلوى عثمان: (أم شريف) - حنان سليمان: (أم مريم) - دنيا سامي: (رحاب) - سمر عبد الوهاب: (أم عصام ) - جلا هشام: (هدير) | - وردشان مجدي: (نهى) - لبنى عزت: (فيروز) - رامي الطمباري: (د/أحمد) - أحمد بدير: (والد مريم) - حسام الشاعر: (حسام) | - عبد الفتاح فرج الله: (موظف السجل المدني) - شريف عواد: (محامي مريم) - محمد البكري - مصطفى عبد السلام: (عمر) - كريم عبدالعليم: (ضابط شرطة) |

### الحكاية الرابعة
(حكاية على الهامش)

#### البطولة
| - نرمين الفقي: (ياسمين) - صبري فواز: (رفعت) - جيهان خليل: (إنجي) - هايدي رفعت: (ملك) | - محمود عمرو ياسين: (أدهم) - تسنيم هاني: (نور) - هايدي خالد - جمال يوسف: (سيد حارس البناية) | - وفاء عبده - محمد رضوان: (عابد) - تامر الكاشف: (أحمد) - سمر عبد الوهاب: أم أشرف) | - نهاد أبو العينين: (إنعام) - سعيد صديق: (عبد الحميد) - لبنى ونس: (فاتن) |

بالإشتراك مع: شيماء عبد العظيم - حجاج كامل - أمام مجاهد - مروة محيي- صبري إمبابي - علاء الشيخ- إيمان يوسف: (زوجة أحمد) - كمال الشريف - حسين أشرف - ذكرى الحريري - عمرو موسى - محمد بهجت - محمد بكري - حنا حرش - عبد الرحمن عمار - عبير العبيدي- مصطفى تيتو - محمود فرحات - مهند رجب - أسماء أمين - أحمد فرغلي - لمياء صقر - مؤمن كمال - كريستين مكرم - محمود كمال - محمد نبيل - سيد حسين - أشرف خاطر - أشرف شكري - أحمد عزت- غفران ممدوح - حمدي عبدين - هبة الخيال - إيمان مجاهد - عماد النبلسي - خلف - محمد متولي

### الحكاية الخامسة
(حكاية حكايتي مع الزمان)

#### البطولة
| - ميرفت أمين: (ميرفت) - أحمد خليل: ( عزيز) - أشرف زكي: (رأفت) - محمد أحمد ماهر: (عبد الله) - حازم إيهاب: (زياد) | - أحمد جمال سعيد: (سيف) - عصام السقا: (شريف) - رحاب عرفة: (سمر) - شاهيستا سعد: (سارة) - هايدي رفعت: (فيروز) | - أحمد والي: (خالد - رضوى جودة: (نسمة) - ياسمين رحمي: (ولاء) - مارتينا عادل: (هدى) - ليلى صدقي: (وداد والدة عبد الله) | - نوال سمير: (بدرية) - شريف عواد: (شيخ دار الإفتاء) - حنين أمين جمال: (طفلة) - سعيد صديق: (لطفي) - ليلى عز العرب: (جيجي) |

أشترك في التمثيل: جنة مصطفى - هبة يوسف - يوسف عبيد - مينا نبيل: (وليد) - خالد عبد الله - كريم محجوب: (كريم)- محمود الشرقاوي: (موظف مصلحة الضرائب) - نور عادل - حليم سراج - عمرو موسى

### الحكاية السادسة
(حكاية ويبقى الأثر)

#### البطولة
| - نجلاء بدر: (ياسمين ) - مصطفى درويش: (إيهاب ) - إيناس كامل: (كاميليا ) - إلهام عبد البديع: (هدير) - إسلام نجيب: (جمال ) - أحمد عنان: (وليد) - وردشان مجدي:(سلمى) | - كريم محجوب: ( كريم إسماعيل) - خديجة أحمد: (طفلة) - ملك مجدي - إيمان يوسف: هدى ) - تيم هاني: (إياد) - شيماء نصار | - عمرو عثمان - هالة سمير - شيماء أبو بكر - نورهان صالح - أحمد مختار - محمود يسري: (مسيو لطفي ) | - محمود العزازي: (أحمد) - أحمد جندي - حمادة عبد العزيز: (عادل) - محمد صلاح - طاهر الحكيم: (عم أمين بائع السوبر ماركت) - أحمد أشرف | - محمد جهاد - يارا المليجي: (منة) - عمر حسن: (علي) - محمد دياب: (خليل) - عزت جابر - منى رضا | - نهاد أبو العينين: والدة إيهاب) - ميريت عمر الحريري: (فافي ) - لطفي لبيب: ( عم عادل) - محمد التاجي: (والد عمرو ) - كريم كوجاك: (عمرو) - سمير بدير: (حسيني) |

بالإشتراك مع: عبد المنعم المرصفي - مصطفى درويش - رغدة - ميك بدرو - كمال عطية - وائل صالح - شادي حامد - إيهاب محفوظ - سمير بدير - أحمد بيشو - راوية

### الحكاية السابعة
(حكاية طعم الدنيا)

#### البطولة
| - إيمان العاصي: (دنيا) - نهال عنبر: (نبيلة والدة أمجد) - إسلام جمال: (أمجد) - محمد علي رزق: (إبراهيم) - هاجر عفيفي: (شيماء) - ريم أحمد: (إيمان) - أحمد والي: (حسين) | - رشا بن معاوية: (خلود) - محمد أبو السعد: (صلاح) - كريم مغاوري: (عمر) - شريهان الشاذلي: (منال) - هبة حسن: (رنا) - أميرة الشريف: (سالي) | - حمادة الخطيري - ناردين عبد السلام - داليا هشام - وليد أبو المجد: (دكتور مروان) - محمد منصور - نغم صالح | - نوال سمير:(عبير) - سعاد الهواري: (علا) - محمد نبيل - ناصر شاهين: (علاء) - محمود عامر: (محسن) - طارق والي: (جمال ) | - هنا زهران: (مليكة) - بيلار أحمد (طفل) - كايلا حليم (طفل) - لارا حليم (طفل) - ريتال (طفل) - محمود عبد الغفار: (سامي المحامي ) | - رضا إدريس: (الحاج) - ليلى صدقي: (ماجدة) - سهر حسن - سامي مغاوري: (رشدي) - حنان سليمان: (مربية البنات) - كمال أبو رية: (د/ حازم العوضي) |

أشترك في التمثيل: سامح جمعة - شيماء عبد العظيم - علي المنسي - محمود حامد - محمود الشرقاوي: (رامي) - حازم فؤاد

### الحكاية الثامنة
(حكاية حلم حياتي)

#### البطولة
| - مايان السيد:خديجة - سماح السعيد:هناء أم خديجة - ياسر صادق:فؤاد أبو خديجة - منة عرفة:مروة - تيام قمر:طارق - يوسف عثمان:علي | - هنا داود:سارة - هدير عبد الناصر:منة - أحمد أبو زيد:حاتم - مروة أنور:أميرة - عمر زكريا فؤاد:ياسر - أشرف طلبة | - ريم أم مروة - أمل قطب - محمد دسوقي - محمد نبيل - يوسف ممدوح - فرح كمال | - شريف بديع - تامر ضيائي - فكري صادق - صفاء جلال:د/ نبيلة - إيفا:جدة خديجة - سعيد صديق - كريم عبدالعليم: محمد الهوارى |

بالإشتراك مع:محمد البياع:والد خديجة صغيرا - شروق إبراهيم - حسام الشربيني - شروق عبد العزيز - مجدي السباعي:مدير أجانس العربيات - كريم سرور : دكتور عادل

### الحكاية التاسعة
(حكاية تقلها دهب)

#### البطولة
| - هند عبد الحليم:(فريال أشرف) - سارة عبد الرحمن:(هداية ملاك) - هلا السعيد:(سمر عامر) - حازم إيهاب:(عبد الرحمن) - محمد أحمد ماهر:(كابتن محمد) - سمير بدير:(دكتور يحيى) - عادل شعبان:(أشرف والد فريال) - أيمن الشيوي:(عزيز) | - أحمد منير:(كابتن طلبة) - كمال أدهم:(والد سمر) - عزوز عادل:(حجازي) - محمد غنيم:(كابتن فريد) - أحمد عبد الحميد:() - محمد نبيل:() - نور بدر الدين:(أحمد شقيق فريال) | - محمد البياع:(كابتن عمر) - أحمد شاهين:(كابتن عبد العليم) - دورا يوسف - محمد منير:(هاني) - نوال سمير:(ميس فوزية) - حسام الشاعر:(حاتم) - محمد الشحات مبروك | - سعيد صديق - ياسر علي ماهر:(وزير الشباب والرياضة) - إسماعيل شرف:(لواء بالجيش) - محمد حسني:(كابتن بسيوني) - شريف حلمي:(كابتن خليل) - منال سلامة:(عزة والدة فريال) - ألفت عمر:(مديرة البنك) |

بالإشتراك مع: كريم أحمد كامل - حجاج كامل - شيماء عبد العظيم - كمال الشريف - وائل صالح - ماجد أباظة - خالد العيسوي - حسن مزيكا - سعيد عبد المعطي - سهر محمود - هيثم عبد الستار - غرام إبراهيم - حازم الحديدي - محمد شعبان - إسلام رمضان - جو فهمي - ميرنا بهاء - شيماء نصار - أحمد حسني - الشناوي